# Barberá Rookies
Barberá Rookies (español: Novatos de Barberá) es un equipo de fútbol americano de Barberá del Vallés (Barcelona) España.

## Historia
En 2002 un grupo de 6 estudiantes de 3º de ESO del IES Can Planas de Barberá del Vallés (Barcelona) decidió juntarse para practicar, sin tener apenas ni idea, Flag Football, una modalidad sin contacto del fútbol americano. La principal motivación que los llevó a juntarse y crear un equipo fue la existencia del equipo profesional Barcelona Dragons y la compra del libro "Football for Dummies".
Durante el curso 2001-02, ese grupo de amigos se mantuvo jugando a Football Flag, y paralelamente fue tratando de ponerse en contacto con el equipo de promoción de los Barcelona Dragons, con la finalidad de conseguir algún tipo de apoyo. En mayo de 2002 la llegada de Roberto Torrecillas llevó al grupo de amigos a jugar su primer amistoso de Flag Football.
Finalmente el equipo se fundó oficialmente el 21 de diciembre de 2002 participando poco tiempo después en el torneo de Navidad de la Federación Catalana en categoría cadete.

## Palmarés
Equipo Sénior:	
- Campeón de Cataluña temporada 2006-07
- Subcampeones de Cataluña temporada 2007-08
- Tercer clasificado de la liga Española 2008-09
- Campeón de Cataluña temporada 2009-10
- Subcampeón de copa catalana 2012 y 2013
- Subcampeón de LNFA B temporada 2013

Equipo Junior:
- Subcampeones de Cataluña 2004-05
- Campeones de España 2005-06
- Campeones de Cataluña 2005-06
- Campeones de Cataluña 2008-09
- Subcampeones de España 2008-09

Equipo Cadete:
- Campeones de Cataluña 2003-04
- Tercer clasificado de la liga catalana 2005-06
- Campeones de Cataluña 2007-08
- Subcampeones de Cataluña 2009-10
- Campeones I Liga Nacional Cadete 2010-2011

Equipo Femenino:
- Campeonas de Cataluña 2009-10, 2010-2011
- Campeonas de España 2009-10, 2010-2011, 2011-2012, 2012-2013, 2013-2014
- Campeonas de Copa de España 2010, 2011, 2012, 2013

Otros premios:
- 2005 Campeones del torneo Granollers Fenix
- 2006 Reconocimiento de la fundación Esport Català
- 2007 Campeones del torneo Badalona Dracs
- En 2007 ganaron su primera Liga Catalana de Fútbol Americano, repitiendo en 2010.
- En 2018 el equipo sub-15 archivó un primer lugar en la liga española.